# 北太平洋巨型章魚
北太平洋巨型章魚（學名：Enteroctopus dofleini），又名北太平洋巨人章魚，是一種巨型的章魚。它們分佈在北太平洋海岸水深達65米的地方，也可以走到較淺或較深水的地方居住。因曾發現重達71公斤的個體，故有指它們是最大的章魚。另外卻有指七胳膊章魚才是最大的章魚，因曾發現重達61公斤的屍體，估計活體可以重達75公斤。不過仍有很多紀錄指北太平洋巨型章魚可能是最巨大的。

## 分布
北太平洋巨型章魚分佈涵蓋北太平洋沿岸的大部分地區，從墨西哥下加利福尼亞州，向北沿美國西海岸（加利福尼亞州、俄勒岡州、華盛頓州和阿拉斯加州，包括阿留申群島）及加拿大不列顛哥倫比亞省；北跨太平洋至俄羅斯遠東地區（堪察加半島、華盛頓州和阿拉斯加州），南至東海、朝鮮海、日本海、日本東岸，並環繞日本東岸。

## 體型及特徵

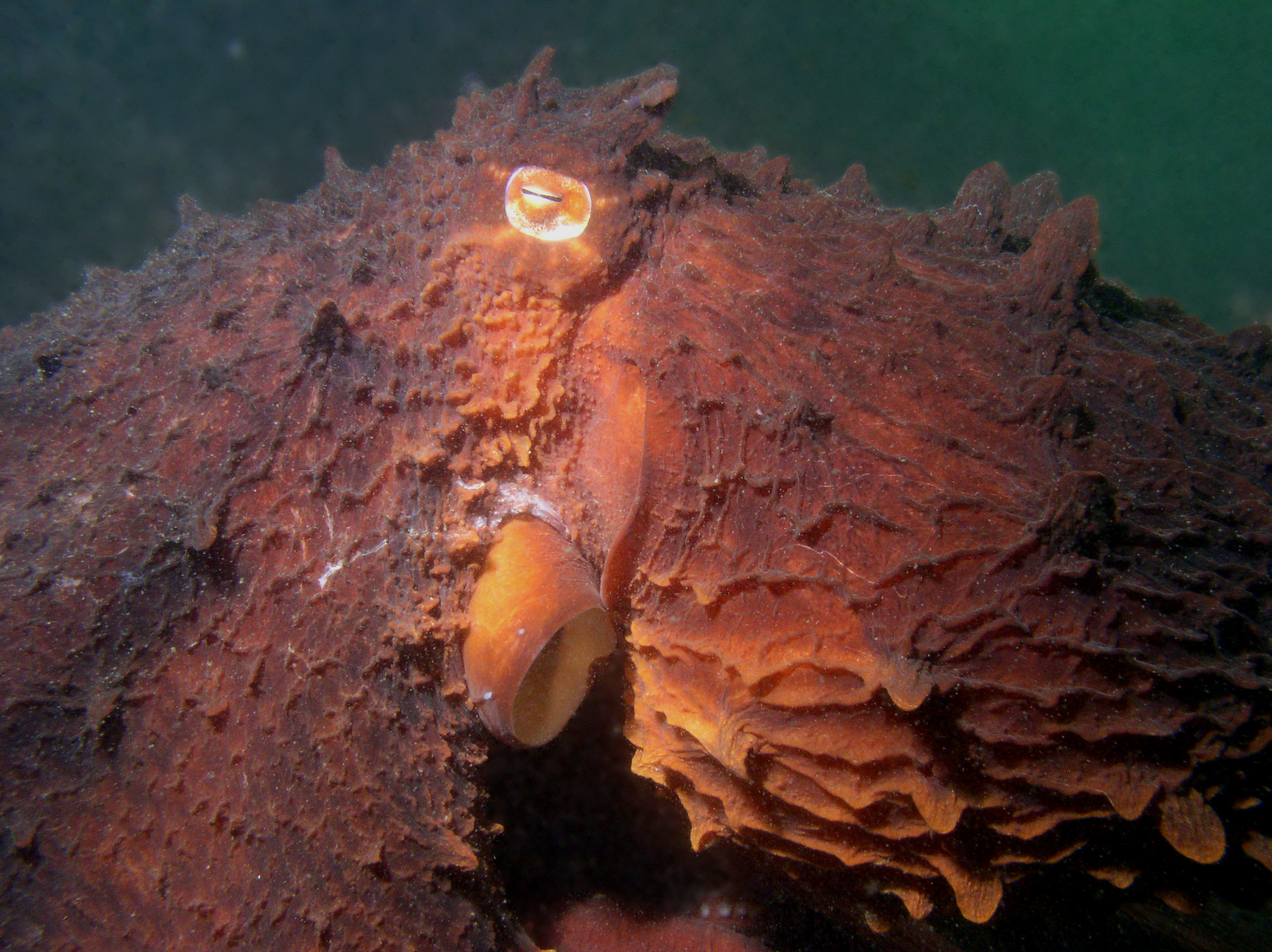
北太平洋巨型章魚的近鏡，可以見到身體上的皺褶及槳狀的乳突。

北太平洋巨型章魚的體型很大，成體重約15公斤，臂展開可達4.3米。虽然曾有272公斤及臂展達9米的最高纪录，但这个纪录极不可信。外套膜呈球狀，內藏了其主要器官。皮膚光滑，只要收縮或舒張色素細胞，就可以改變皮膚的顏色，輕易的隱身在環境之中。

## 食性
北太平洋巨型章魚的主要獵物有蝦、蟹、扇貝、鮑魚、蛤蜊及魚類。它們利用吸盤將食物送入口中，並用甲殼素的喙將獵物咬碎。圈養的北太平洋巨型章魚曾捕捉長達1米的白斑角鯊另外，野外北太平洋巨型章魚的排出物中也有白斑角鯊的屍體，故估計它們天生是會捕獵此種鯊魚的。

## 掠食者
北太平洋巨型章魚的天敵有港海豹、水獺、太平洋睡鯊及抹香鯨。它們在美國也被漁獵。

## 壽命及繁殖
章魚一般壽命很短，但是北太平洋巨型章魚因體型巨大，估計壽命比較長，野外會活到3-5歲。其繁殖能力十分之強。它們可以產達10萬顆卵，雌章魚會傾出生命來保護卵。雛生的大小只如飯粒，只有非常少量能夠生存至成體。在繁殖期間，雄章魚會排出長達1米的精囊。

## 保育
對於北太平洋巨型章魚所知甚少，只知道它們是獨居的，並不受世界自然保護聯盟所保護。

## 外部連結
- 頭足綱資料庫（CephBase）： 北太平洋巨型章魚
- Giant Pacific Octopus
- Giant Pacific Octopus: Fact Sheet